# Rozavlea (gmina)
Rozavlea – gmina w Rumunii, w okręgu Marmarosz. Obejmuje miejscowości Rozavlea i Sâlța. W 2011 roku liczyła 3085 mieszkańców.